# Jansstraat (Haarlem)
De Jansstraat, vroeger ook wel Sint Jansstraat is een straat in het centrum van de Nederlandse stad Haarlem. De straat loopt in noord-zuidelijke richting vanaf de Grote Markt en Riviervismarkt in het zuiden naar de Nieuwe Gracht in het noorden. Hier gaat de straat na de Jansbrug over in de Jansweg. De weg is vernoemd naar de Orde van Sint-Jan die was gewijd aan Johannes de Doper. Evenwijdig aan de Jansstraat ligt ten westen ervan de Kruisstraat. Aan de Jansstraat bevindt zich een van de ingangen naar de Wijngaardtuin.
Aan het begin van de straat liggen het gebouw van Zang en Vriendschap en het oude gebouw van de Rechtbank Haarlem. Dit rechtsgebouw is sinds de fusie tot Rechtbank Noord-Holland nog in gebruik als locatie. De hoofdlocatie bevindt zich echter iets verderop aan het Klokhuisplein in de Appelaar. Verderop in de straat staan de Janskerk en de Sint Josephkerk. De Janskerk kwam in 1930 in handen van het stadsbestuur en deed sinds 1936 dienst als gemeentearchief. Sinds 2007 doet het dienst als publiekslocatie van het Noord-Hollands Archief. Met de uitbreiding van de Nieuwstad, hedendaags Stationsbuurt geheten werd de Janspoort waar de straat op uitkwam in 1683 gesloopt. Deze stadspoort werd onder andere vervangen door de Nieuwpoort aan het Kennemerplein.

## Kloosters
Aan de Jansstraat lagen drie kloosters. Het Ceciliaklooster, Mariaklooster, Jansklooster. Het Begijnhof werd enkel in zijn laatste jaren van haar bestaan tot een klooster gerekend. Het Ceciliaklooster lag ten zuiden van de Ceciliasteeg. Het Mariaklooster lag ten zuiden van de Korte Jansstraat en op de plek van het Jansklooster staat nu de Sint Janskliniek. De in de periode 1310-1318 gebouwde Janskerk behoorde tot dit klooster.

## Monumenten

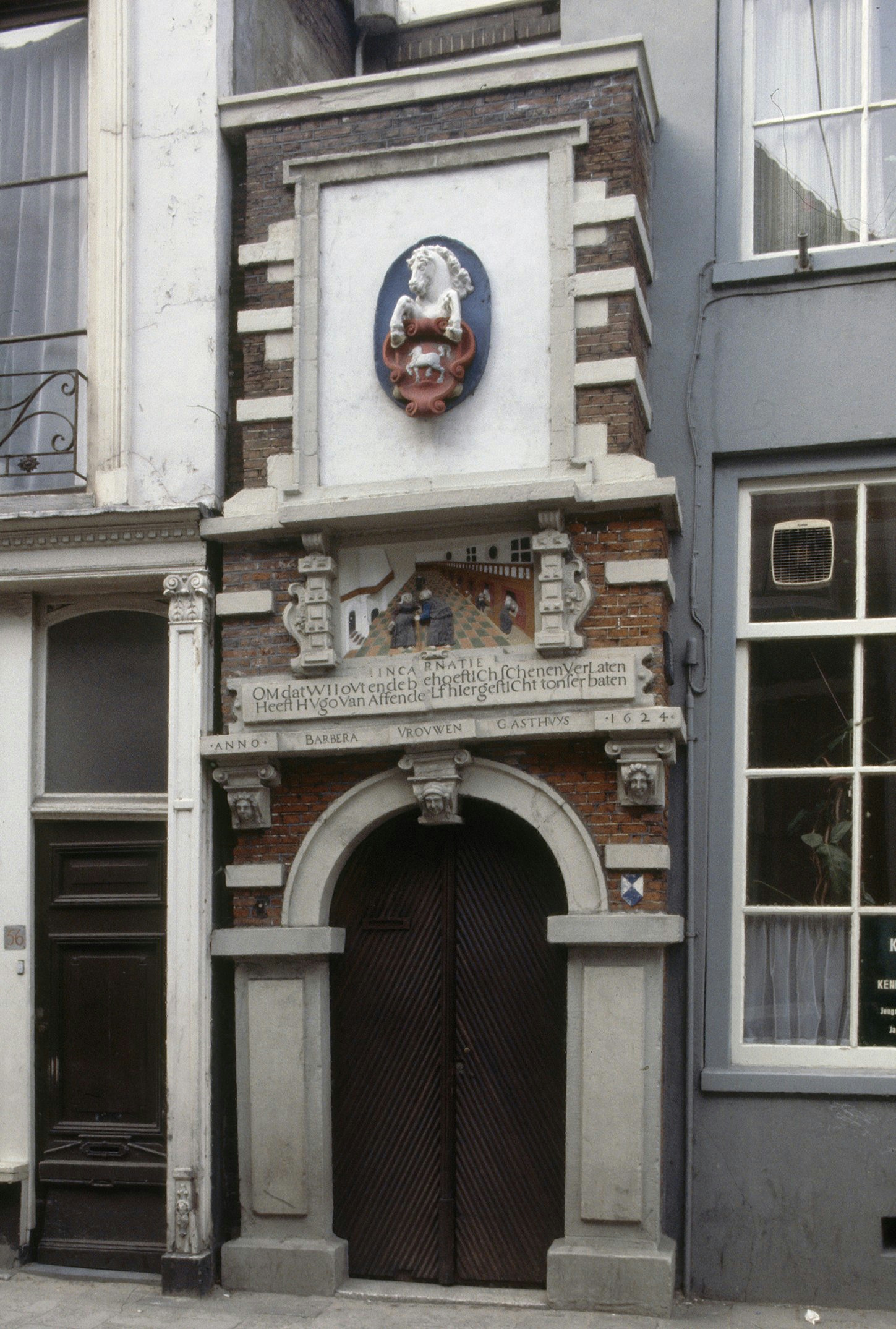
Voormalige toegangspoort tot het Sint Barbara Gasthuis

Er bevinden zich 46 rijksmonumenten in de Jansstraat. Waaronder de op Jansstraat 54 aanwezige toegangspoort van het voormalige Sint Barabara Gasthuis.
Jansstraat 46 betreft een complex gebouwd op het terrein van het voormalig Ceciliaklooster en heeft vanaf de 18de eeuw achtereenvolgens dienst gedaan als gemeentehuis, gouvernement van Holland, provinciehuis, rijksarchiefdepot en kantongerecht. In mei 2020 is begonnen met de restauratie van dit pand tot 73 huurwoningen.
Er bevindt zich een gemeentelijk monument in de Jansstraat op nummer 68. Op de hoek met de Grote Markt en in de Korte Jansstraat zijn nog twee gemeentelijke monumenten te vinden.